# 僕たちの校内放送
『僕たちの校内放送』（ぼくたちのこうないほうそう）は、2023年8月2日（1日深夜）から8月23日（22日深夜）まで、フジテレビの「火曜ACTION!」枠（関東ローカル）で放送されたテレビドラマ。主演は連続ドラマ初主演となる木戸大聖。

## キャスト

### 主要人物
今野浩哉（こんの ひろや）
演 - 木戸大聖
春山西高等学校の放送部唯一の部員。人とのコミュニケーションが苦手。ラジオが大好きで、お気に入り番組は『佐久間宣行のオールナイトニッポン0(ZERO)』（ニッポン放送）。

### 春山西高等学校
大城健太（おおしろ けんた）
演 - 前田旺志郎
浩哉の同級生。クラスの目立つメンバーで、ラジオに興味がない。性格は社交的で浩哉と正反対。
藤原瑞輝（ふじわら みずき）
演 - 中田青渚
女子高生。学校やクラスの女の子はつまらないと、少し斜に構えるとがった性格。
夏川茜（なつかわ あかね）
演 - 米倉れいあ
女子高生。ラジオ番組が大好きで、校内放送のファン。
吉田春夫（よしだ はるお）
演 - 鈴之助
日本史の教師。放送部の顧問も務めているが、廃部を考えている。
小宮山（こみやま）
演 - 加藤歩
守衛。浩哉と健太による校内放送のファン。

### ゲスト

#### 第2話
内海
演 - フォンチー

原島
演 - 堀家一希（最終話）

姫野咲
演 - 白河れい（第3話）

音ゲー男子
演 - 星野翼

山田
演 - 中山慎悟（最終話）

#### 最終話
佐久間宣行
演 - 佐久間宣行（本人役）

齋藤修
演 - 齋藤修（本人役）

福田卓也
演 - 福田卓也（本人役）

若林千真
演 - 若林千真（本人役）

教師
演 - 工藤俊作

## スタッフ
- 脚本 - 伊吹一、前田知礼[1]
- 演出 - 清矢明子[1]
- 音楽 - Akiyoshi Yasuda（Wee's Inc.）[5]
- 主題歌 - めいちゃん「流声」（ポニーキャニオン）[4]
- プロデュース - 足立遼太朗[1]
- 協力プロデューサー - 熊谷理恵（大映テレビ）
- 制作協力 - 大映テレビ[1]
- 特別協力 - ニッポン放送
- 制作著作 - フジテレビジョン[1]

## 放送日程
| 話数   | 放送日  | サブタイトル                                | 脚本     |
| ------ | ------- | ------------------------------------------- | -------- |
| 第1話  | 8月02日 | 放送事故から始まる青春!全校生徒をリスナーに | 伊吹一   |
| 第2話  | 8月09日 | ぼっちと陽キャの校内放送!次の仲間は放送作家 | 前田知礼 |
| 第3話  | 8月16日 | 校内放送は人気爆発!でも放送部は喧嘩勃発!?   | 伊吹一   |
| 最終話 | 8月23日 | 最後の校内放送…。笑いと涙の妄想夏祭り       | 前田知礼 |